# 孔加利亞區
孔加利亞區（西班牙語：Distrito de Congalla），是秘魯的一個區，位於該國中南部萬卡韋利卡大區的安拉賴斯省，始建於1941年9月3日，面積215.64平方公里，海拔高度3,523米，2005年人口4,762，人口密度每平方公里22人。